# Sybra palliata
Sybra palliata es una especie de escarabajo del género Sybra, familia Cerambycidae. Fue descrita científicamente por Pascoe en 1865.
Habita en Borneo. Esta especie mide 4,5 mm.